# ناثان كوكس
ناثان كوكس (بالإنجليزية: Nathan Cox)‏ هو مخرج أمريكي، ولد في 10 يونيو 1971 في الولايات المتحدة.

## وصلات خارجية
- الموقع الرسمي
- ناثان كوكس على موقع IMDb (الإنجليزية)
- ناثان كوكس على موقع ميوزك برينز (الإنجليزية)
- ناثان كوكس على موقع قاعدة بيانات الفيلم (الإنجليزية)
- ناثان كوكس على موقع كينوبويسك (الروسية)